# 贝格施特拉瑟地区希尔施贝格
贝格施特拉瑟地区希尔施贝格（德語：Hirschberg an der Bergstraße，發音：[ˈhɪʁʃˌbɛʁk ʔan deːɐ̯ ˈbɛʁkˌʃtʁaːsə]）是德国巴登-符腾堡州卡尔斯鲁厄行政区莱茵-内卡县的市镇，面积12.35平方千米，2023年12月31日人口为9,793人。